# 高晟晖
高晟晖（1982年8月15日—），中国大陆男演员，曾用名高云翔。毕业于上海戏剧学院表演系本科，活跃于话剧、小品、电视剧，现在所属海润影视。2014年因《宫锁连城》飾演江逸尘一角引起广泛关注。2015年因《羋月傳》飾演翟驪角色大紅。2018年在悉尼涉嫌性侵被捕，演艺事业陷入停顿。2021年改名高晟晖。

## 早年经历
高晟晖出生于天津市，从小被送去练足球，15岁退役后转行成为了一名模特。2001年，参加“中国汽车模特大赛”，获得全国总决赛冠军、最佳上镜奖，之后考入上海戏剧学院学习表演。

## 个人生活
2009年，高晟晖在江苏卫视七夕晚会上与董璇相识，之后两人开始交往。2011年8月21日，高晟晖与董璇在北京举行婚禮。2016年6月2日，高晟晖与董璇的女儿诞生。2019年兩人離婚。

## 涉嫌性侵事件
2018年3月29日，据澳大利亚每日电讯报，高晟晖在悉尼涉嫌性侵被捕。报道称高晟晖28日和友人在悉尼中央地方法院通过视频出庭，其律师称将作无罪辩护，并在日后申请保释。新浪娱乐致电其妻子董璇，对方挂断电话，未做回应。新浪娱乐了解到悉尼当地法院“bail refuse”拒绝保释，案件将在2018年4月6日上午9:30重新开庭审理。对于有中華人民共和国公民被拘，中华人民共和国外交部领事保护中心通过官方微博发文对事表关注，並要求澳方根据领事协定向中方通报案情。法官證實在案發現場找到含有高晟晖DNA的精液。他被捕還押3個月後於同年6月底獲准保釋，但需遵守保釋條件。
在2019年1月再次開庭中，高晟晖及王晶分別被控7項及11項控罪，控罪指二人在2018年3月27日性侵一名36歲女子，包括在明知受害人不同意的情況下發生性行為、強制猥褻及剝奪人身自由等，二人否認所有控罪。
2020年3月19日，陪审团认为高晟晖、王晶所有罪名不成立。雖然未構成犯罪，但實際上還是屬於外遇行為，高晟晖妻子董璇於2019年時與高晟晖協議離婚。2020年3月20日，高晟晖从悉尼机场搭乘飞机离开澳大利亚返回中国。

## 影视作品

### 舞台剧
| 年份 | 剧名     | 角色 | 备注                                                   |
| 2021 | 疯子上场 |      | 隆福文工团制作，2021年12月18日起进行首演，兼任"制作人" |

### 電影
| 年份 | 片名           | 角色     |
| 2009 | 《金山》       | 王马     |
| 2013 | 《毒战》       | 徐国祥   |
| 2013 | 《面魔》       |          |
| 2013 | 《超级经理人》 | 剑龙     |
| 2015 | 《人皮拼图》   | 陈默     |
| 2017 | 《我是马布里》 | 酒吧老闆 |
| 2017 | 《六年，六天》 | 帆       |

### 电视剧
| 年份       | 剧名                        | 角色           |
| 2002       | 《壮志雄心》                | 队员           |
| 2003       | 《平淡生活》                | 周月           |
| 2004       | 《守候阳光》                | 林子衡         |
| 2005       | 《美丽新世界》              | 左文浩         |
| 2005       | 《风雨西关》                | 方家俊         |
| 2006       | 《青春之歌》                | 卢嘉川         |
| 2006       | 《此情可问天》              | 曾平           |
| 2006       | 《走出你的爱》              | 杜天目         |
| 2006       | 《飞翔的梧桐子》            | 吴桐           |
| 2007       | 《一世情缘》                | 唐腾           |
| 2008       | 《我的美女老板》            | 徐世杰、徐文杰 |
| 2008       | 《生于80后》                | 李骏           |
| 2008       | 《小家大事》                | 朱大器         |
| 2009       | 《锣鼓巷 》                 | 李大人         |
| 2009       | 《晚婚》                    | 耿强           |
| 2009       | 《当爱已成往事》            | 海训           |
| 2009       | 《保姆妈妈》                | 安子晨         |
| 2011       | 《以母亲的名义》            | 洪大贵         |
| 2011       | 《断喉弩》                  | 刀锋           |
| 2011       | 《新玉观音》                | 杨瑞           |
| 2012       | 《婆婆也是妈》              | 李伟大         |
| 2012       | 《锁梦楼》                  | 江达海         |
| 2013       | 《陆贞传奇》                | 徐显秀         |
| 2014       | 《宫锁连城》                | 江逸尘         |
| 2014       | 《刀影》                    | 彭天戈         |
| 2015       | 《失宠王妃之结缘》          | 宗政凤璘       |
| 2015       | 《爱你，万缕千丝》          | 方天丘         |
| 2015       | 《第一纵队》                | 雷远           |
| 2015       | 《多情江山》                | 顺治           |
| 2015       | 《班淑傳奇》                | 素利           |
| 2015       | 《最后一战》                | 张瀤滨         |
| 2015       | 《芈月传》                  | 翟驪           |
| 2023       | 《惊天岳雷》*(2015年拍攝)   | 岳雷           |
| 無限期延播 | 《哪吒与杨戬》*(2015年拍攝) | 楊戩           |
| 無限期延播 | 《阿那亚恋情》*(2017年拍攝) | 章程           |
| 無限期延播 | 《探戈》                    | 客串           |
| 無限期延播 | 《中国式不婚》              | 姚天翼         |
| 無限期延播 | 《爱情没有暂住证》          | 萧佟           |
| 無限期延播 | 《巴清傳奇》                | 嬴政           |

*高晟晖代理律师张起淮接受媒体采访表示《阿那亚恋情》已通过AI技术换高晟晖的脸重拍。

### 綜藝
| 播出年份         | 頻道     | 節目名               | 備註                           |
| 2015年11月28日起 | 深圳衛視 | 《閃亮的爸爸》       | 潘瑋柏、陳一冰、黃子韜共同出演 |
| 2016年2月26日    | 浙江卫视 | 《王牌对王牌》第一季 | 主題：到底誰是臥底             |

## 獎項
| 年份   | 頒獎典禮                                     | 獎項                         | 影片       | 結果 |
| 2016年 | 第19屆華鼎獎中國百強電視劇滿意度調查發佈盛典 | 中國古裝題材電視劇最佳男演員 | 《芈月传》 | 獲獎 |